# Massacre de Boipatong

Le Massacre de Boipatong a lieu la nuit du 17 juin 1992 dans le township noir de Boipatong au sud de Johannesbourg en Afrique du Sud, quand des membres lourdement armés du Inkatha Freedom Party à dominante zoulou tuent 46 personnes.
Le massacre provoque le retrait de l'African National Congress (ANC) des négociations sur le démantèlement de l'apartheid en Afrique du Sud, accusant le Parti national (PN) au pouvoir d'exploiter le massacre à des fins politiques, de ne pas avoir désarmé l'Inkatha et surtout de complicité dans les attaques selon des témoins qui avaient vu la police convoyer les assassins. Le massacre attire l'attention du Conseil de sécurité des Nations unies, qui vote la résolution 765 le 16 juillet 1992, demandant une enquête complète sur les événements. 
Cependant les pourparlers entre l'ANC et le PN reprennent après le massacre de Bisho le 7 septembre 1992, pour éviter de nouvelles violences.
Les enquêtes menées ne trouvent aucune preuve de l'implication du Parti national ou de la police, mais la Commission de vérité et de réconciliation conclut plus tard que la police est conjointement responsable du massacre avec l'Inkatha, ce qui engendre une polémique.